# 베벌리 윌덩 해리슨
베벌리 윌덩 해리슨(Beverly Wildung Harrison, 1932년 8월 4일 ~ 2012년 12월 15일)은 뉴욕 유니언 신학교 신학자이다 로즈메리 래드퍼드 류터에게 영향을 주고 김민웅을 지도했다.